# Jonathan Svensson
Jonathan Svensson (* 27. Januar 1998 in Ystadt) ist ein schwedischer Handballspieler.

## Karriere
Jonathan Svensson spielte in Schweden für Ystads IF und wurde 2022 schwedischer Meister. Ab Sommer 2023 stand er beim deutschen Erstligisten HC Erlangen unter Vertrag. Svensson verließ im Februar 2025 Erlangen und schloss sich dem Ligakonkurrenten MT Melsungen an. Im Sommer 2025 schloss er sich dem dänischen Erstligaaufsteiger HØJ Håndbold an.
Mit der schwedischen Jugend-Nationalmannschaft nahm er an der U-18-Europameisterschaft 2016 und der U-19-Weltmeisterschaft 2017 teil. Am 27. April 2023 stand er das erste Mal im Aufgebot der A-Nationalmannschaft im Spiel gegen Deutschland.